# 耿馬司
耿馬司，是耿馬安撫司、耿馬宣撫司的簡稱，是歷史上存在於中國滇西地區的一個土司，早期4代不归属元朝，后為明朝、清朝、中華民國所封，轄境相當今雲南省耿马傣族佤族自治县。土司為傣族，罕氏。1950年後撤銷耿馬设治局，改置耿馬各民族行政委員會，1952年改設耿馬縣，1955年改設耿馬傣族佧佤族自治縣，幾經改制，1963年改為耿馬傣族佤族自治縣。

## 名稱
耿马之名，来源于巴利语“辛吐袜纳塔”，意为人们跟随着白色神马寻觅到的地方；境内外群众又称这里是“勐相耿坎”，意为黄金宝石之乡。明朝洪武年间始有其名，《缅史》作盖马。

## 地理

### 疆域
耿馬土司的疆域位於中國雲南省西部南定河的流域，主要擁有耿馬壩，後來也擁有一半的孟定壩。

### 民族
耿馬土司轄地內主要民族有傣族、佤族。此地的傣族是14世紀明朝初期由德宏遷來，帶來德宏傣族的風俗，使用傣哪文，語言為德宏傣語分類下的孟耿土語。佤族則居於山區，沒有自己的民族文字。

## 歷史

### 耿馬建城與先期歷史
耿馬在傣族進入之前，相傳為三國時代永昌郡之下永壽城的所在，並於晉代299至342年間為永昌郡治所。而在傣族進入耿馬壩之前，該地為佤族所居。
14世紀初，怒江以西至伊落瓦底江上游為麓川思氏（元代麓川路軍民總管府）的勢力範圍。明朝初期，傣族麓川政權崛起，傣族成批遷入鄰近地區。1380年春，耿馬土司先祖罕刷、罕謝集團，率領部眾，自勐卯（今德宏）向南方遷移，途經木邦、阿佤山抵達勐角，建立村寨。1397年，傣族頭目率百姓遷徙，經過勐省、來相、安雅、戛結，到達耿馬定居，建立耿馬城。

### 耿馬歸附明廷、罕氏受封
耿馬早期四代土司，罕謝法、罕正法、罕邊法、罕信法，並未附明朝。但明朝征討麓川，陸續分封週圍的傣族部落為屬明土司，1584年，耿馬罕氏第一次歸附了明朝，接受明朝冊封為耿馬安撫司。
1614年，耿馬土司罕悶金討木邦小姐娜刀坎細作召足印太（土司官夫人）時，木邦將嘉靖年間侵蝕孟定土司的南傘一帶河外四圏（軍弄、俄歹、軒崗、軒萊）為賠嫁地，歸耿馬土司。
娜刀坎細又名西袜里，南秀丽，《缅史·彬德莱王世家》作西瓦黎。她从小习艺练武，武艺超群，1632年，夫罕悶金亡故，庶子罕闷摆尚幼。1655年，缅甸东吁王朝派兵进犯耿马，西袜里女扮男装率土司府亲兵和土练迎敌，将胜，忽大风起，掀战袍，露脚环（妇女装饰），敌见反之士气大振，四面夹攻，西袜里兵败，走芒烈，自刎。

### 耿馬歸附清廷
清順治年間，耿馬罕悶睆向清朝投誠。1702年，缅甸良渊王朝色内大王发兵犯耿马，大败而还。1783年，耿馬土司罕朝瑗開辦悉宜銀廠，每年向朝廷繳納「歲課」800兩，進入耿馬土司極盛時期。耿馬土司進一步增設土司統治機構，穩固其政權，將土司家族成員分派至各地，設置九勐十三圈，其後再由清政府承認世襲權。其轄境包含今日之耿馬、滄源縣以外，也涵蓋今日鎮康、永德等縣部分地區。

### 杜文秀雲南回變
1874年，回變時期，勐角董土司罕恩慶與耿馬土司罕榮升發生爭奪耿馬戰爭，罕榮升向大理提督丁恆山求援，丁以調解為名，藉機殺了罕恩慶，委罕恩慶之侄罕榮高為勐角董土司。從此開始，勐角董土司歸鎮邊廳管轄。

### 辛亥革命與護國運動
1939年，雲南省政府設立耿馬設治局，保留了耿馬宣慰司和九勐十三圈。

### 中國對日抗戰
土司罕富廷參與中國抗日戰爭，受任中國遠征軍第二十集團軍耿滄游擊支隊少將司令、遠征軍第十一集團軍九屬運輸總隊長兼高參。

### 後續的反共
罕富廷1947年起擔任中華民國第一屆國民大會代表（耿馬設治局選區）。1950年國共第二次內戰後期，雲南解放，在罕富廷的領導反抗下，耿馬成為雲南省最晚解放的地區。罕富廷撤退至緬甸，擔任雲南反共救國軍軍職，於滇緬邊境活動，四國會議之後撤至臺灣。1961年起返回金三角持續反共，1978年至臺北出席第一屆國民大會第六次會議，同年11月病逝於臺灣臺北市。

## 耿馬土司列表
| 朝代       |                          | 姓名                             | 世系           | 在位時間       |
| ---------- | ------------------------ | -------------------------------- | -------------- | -------------- |
| 明朝       |                          | 罕謝法（罕謝）                   |                | 1397年－1452年 |
| 明朝       | 罕正法（罕澤）           | 罕谢法之子                       | 1452年－1472年 |                |
| 明朝       | 罕邊法（罕邊）           | 罕正法之子                       | 1472年－1502年 |                |
| 明朝       | 罕信法（罕慶）           | 罕边法之子                       | 1503年－1557年 |                |
| 明朝       | 耿馬安撫司               | 罕斌法                           | 罕信法之子     | 1557年－1601年 |
| 明朝       | 耿馬安撫司               | 罕闷法                           | 罕斌法之子     | 1601年－1614年 |
| 明朝       | 耿馬安撫司               | 罕闷金                           | 罕闷法之弟     | 1614年－1633年 |
| 明朝       | 耿馬安撫司               | 婻秀丽（代理）                   | 罕闷金之妻     | 1633年－1659年 |
| 清朝       |                          |                                  |                |                |
| 耿馬宣撫司 | 罕闷摆                   | 罕闷金之子                       | 1659年－1693年 |                |
| 耿馬宣撫司 | 罕書忠，康熙實錄作罕抒忠 | 罕闷摆之子                       | 1693年－1699年 |                |
| 耿馬宣撫司 | 罕思芳，康熙實錄作罕世藩 | 罕書忠之子                       | 1700年－1732年 |                |
| 耿馬宣撫司 | 罕國海                   | 罕思芳之子                       | 1732年－1765年 |                |
| 耿馬宣撫司 | 罕國康（代理）           | 罕国海之弟                       | 1765年－1771年 |                |
| 耿馬宣撫司 | 罕朝愛（罕朝瑗）         | 罕国康长子                       | 1771年－1803年 |                |
| 耿馬宣撫司 | 罕延壽（代理）           | 罕朝愛三子                       | 1803年－1808年 |                |
| 耿馬宣撫司 | 罕君相                   | 罕朝愛長孫（罕朝爱子罕延所长子） | 1808年－1820年 |                |
| 耿馬宣撫司 | 罕廷璧（代理）           | 罕延所二弟、罕延寿二兄           | 1820年－1825年 |                |
| 耿馬宣撫司 | 沙玛娃丽（代理）         | 罕恩沛之母                       | 1825年－1836年 |                |
| 耿馬宣撫司 | 罕恩沛                   | 罕廷璧之侄                       | 1836年－1851年 |                |
| 耿馬宣撫司 | 罕恩澤                   | 罕恩沛之弟                       | 1852年－1858年 |                |
| 耿馬宣撫司 | 罕榮陞                   | 罕恩泽次子                       | 1858年－1897年 |                |
| 耿馬宣撫司 | 罕華基 傣名：罕撫法      | 罕荣陞之子                       | 1897年－1915年 |                |
| 耿馬宣撫司 | 民國                     | 罕富國                           | 罕华基之子     | 1915年－1933年 |
| 耿馬設治局 | 民國                     | 罕富廷 傣名：罕機法              | 罕富国五弟     | 1933年－1950年 |